# جائزة أستراليا الكبرى 1953
جائزة أستراليا الكبرى 1953 هو سباق فورمولا 1 أقيم بتاريخ 21 نوفمبر 1953 في حلبة سباق الجائزة الكبرى في ملبورن، فيكتوريا.